# Igreja Presbiteriana Livre de Kalimpong
A Igreja Presbiteriana Livre de Kalimpong (IPLK), também conhecida como Igreja Livre de Kalimpong e Igreja Livre do Himaláia (Kalimpong), oficialmente Concílio da Igreja Presbiteriana Livre  - em Inglês Himalayan Free Church, Kalimpong, Free Presbyterian Church, Kalimpong e oficialmente Presbyterian Free Church Council  - é uma denominação reformada presbiteriana na Índia. Foi constituída em 1973 por igrejas que separaram da Igreja do Norte da Índia.

## História
A Igreja da Escócia desenvolveu trabalhos missionários na Índia a partir de 1870. 
Depois que a missão teve que se retirar da Índia em 1948, um amplo desenvolvimento ecumênico ocorreu na Índia. Como resultado, várias igrejas cristãs no norte da Índia se uniram em 1970 para formar a Igreja do Norte da Índia. Nesta igreja unida, foi adotada uma forma episcopal de governo eclesiástico. 
A oposição a esta forma de governo cresceu em vários lugares, o que resultou em divisões e na formação de novas associações de igrejas em várias áreas da Índia. Um dos primeiros ocorreu em Bengala Ocidental. 
Em 1972, a Igreja Presbiteriana de Kalimpong se separou da Igreja do Norte da Índia e continuou como uma igreja independente sob o nome de Concílio da Igreja Presbiteriana Livre, popularmentr conhecida como Igreja Presbiteriana Livre de Kalimpong. 
A partir do crescimento do número de membros, quatro igrejas independentes foram estabelecidas na cidade de Kalimpong, ao lado da igreja central. Juntos, eles formaram um presbitério. 
Mais tarde, como resultado do trabalho da Fraternidade Evangélica do Himaláia, foram fundadas novas igrejas nos distritos de Kalimpong e Darjeeling, no estado de Sikkim e mais tarde também fora da Índia no Butão e no Nepal.
A denominação passou a enviar seus candidatos a ministério pastoral para o Seminário Teológico Presbiteriano Dehradun , razão pela qual passou a ter contato com outras denominações reformadas do país.
As missões da denominação no Nepal iniciaram em 1989 e resultaram na organização de outra denominação, a Igreja Presbiteriana Aashish. Em 2018, a IPLK já tinha 47 igrejas estabelecidas.

## Relações Inter-eclesiásticas
A igreja possui relações com as Igrejas Reformadas Liberadas.
Além disso, faz parte da Fraternidade Presbiteriana e Reformada da Índia.